# 월문천
월문천(月文川)은 경기도 남양주시 와부읍 월문리에서 발원하여, 경기도 남양주시 와부읍 덕소리에서 한강에 합류하는 한강수계의 지방하천이며, 한강의 제1지류이다. 총 길이는 11.13 km이다. 1995년 전 구간이 상수원 보호 구역으로 지정되었다. 장마기간 이후 합수부의 지형이 변형되기도 한다.

## 환경오염 문제
월문천은 오늘날에도 심각한 환경오염에 직면하고 있다. 2005년 6월 7일 아파트 공사현장에서 박리제가 다량 유출되어 월문천에 다량 유입되었다. 이 사고로 월문천 어종이 모두 폐사하였다. 그래서 2005년부터 와부읍 주민들이 월문천 살리기 운동에 전념하고 있지만, 그 노력이 무색하게도 각종 오폐수가 흘러들어가고 있는 실정이다.
2005년 8월 26일 남양주시는 한강물을 월문천 상류로 끌어올리는 가압펌프장 설치 계획을 발표했으나, 근본적인 해결책이 아닌라는 비판을 받았다. 이날 회의에 참석한 일부 주민들은 남양주시가 실정에 대해 무지함을 탄식하며, 한숨을내쉬기도 했다.
2011년 1월 23일 남양주시가 이 하천의 상류에 구제역으로 폐사하거나 감염된 개체를 대거 매몰하여 침출수 유출에 따른 상수원 오염 문제가 제기되었다. 전문가들에 따르면 월문천은 길이에 비해 유량이 매우 적고 경사가 가팔라 침출수 유출이 가속화 될 것으로 전망하였다.